# Bisulfite de calcium
Le bisulfite de calcium ou sulfite acide de calcium est un composé inorganique de formule chimique Ca(HSO3)2. C'est le sel acide d'un cation calcium et d'un anion bisulfite. Il se comporte donc comme un acide en solution aqueuse.
Il peut être préparé en traitant la chaux avec du dioxyde de soufre en excès et de l'eau. Le bisulfite de calcium est un additif alimentaire utilisé comme conservateur sous le numéro E227. Il est par ailleurs utilisé dans le procédé au sulfite pour produire de la pâte à papier à partir de copeaux de bois. 